# 고독한 스승
고독한 스승(Lean On Me)은 미국에서 제작된 존 G. 아빌드센 감독의 1989년 드라마 영화이다. 모건 프리먼 등이 주연으로 출연하였고 노먼 트웨인 등이 제작에 참여하였다.

## 출연

### 주연
- 모건 프리먼

### 조연
- 비버리 토드
- 로버트 귈럼
- 앨런 노스
- 린 티그펜

## 제작진
- 미술: 더그 크라너
- 의상: 제니퍼 본 메이로스터
- 배역: 메리 콜크호운